# Everton (Bedfordshire)
Everton – wieś w Anglii, w hrabstwie ceremonialnym Bedfordshire, w dystrykcie (unitary authority) Central Bedfordshire. Leży 15 km na wschód od centrum miasta Bedford i 72 km na północ od centrum Londynu.